# Carole Dieschbourg
Carole Dieschbourg (ur. 3 października 1977 w Ettelbrucku) – luksemburska polityk, od 2013 do 2022 minister.

## Życiorys
Ukończyła szkołę średnią w Echternach, a w 2005 studia z zakresu germanistyki na Uniwersytecie w Trewirze. Do 2013 pracowała w kierownictwie rodzinnego przedsiębiorstwa młynarskiego Moulin J.P. Dieschbourg. Zajmowała się też koordynacją projektów poświęconych młynarstwu, w 2007 opublikowała książkę pt. Die Mühlen des Müllerthals: im Grossherzogtum Luxemburg.
Zaangażowała się w działalność polityczną w ramach Zielonych. W 2011 została radną Echternach. W grudniu 2013 w rządzie Xaviera Bettela objęła stanowisko ministra środowiska.
W wyborach w 2018 z ramienia swojego ugrupowania uzyskała mandat posłanki do Izby Deputowanych. W grudniu 2018 w nowym rządzie dotychczasowego premiera została ministrem środowiska, klimatu i zrównoważonego rozwoju. Zakończyła urzędowanie w kwietniu 2022; podała się do dymisji w związku z postępowaniem prokuratorskim dotyczącym zatwierdzenia pozwolenia na budowę udzielonego innemu działaczowi jej partii w 2019.